# 向敏中
向敏中（949年—1020年），字常之，開封人，北宋大臣，官至宰相。太平興國五年（980年）登進士。

## 生平
太平兴国五年（980年），面赐登科。授将作监丞、同判吉州事。郊祀之庆，迁太子右赞善大夫。九年（984年），迁秘书省著作郎，觐见之日，奏事称职，选三司户部判官、赐五品服。未及，为淮南路转运副使，直史馆、超迁左司谏、入为户部判官。明年（985年），以本官拜知制诰、赐紫。出知广州、迁职方司员外郎。逾年，领广南东路转运使。召还，拜工部司郎中、枢密直学士。是月，拜右谏议大夫、同知枢密院事。至道初，迁给事中。太子即位，进封户部侍郎、枢密副使。咸平元年（998年），拜兵部侍郎、参知政事。二年（999年）冬，诏兼知枢密院事。契丹寇边，真宗亲征，以公为河北河西宣抚使。三年（1000年）三月，以本官拜同中书门下平章事、充集贤殿大学士。门阑寂然，宴饮不备。帝說：“敏中大耐官职！”四年（1001年），買薛居正的宅院，又與張齊賢爭娶左領軍衛將軍薛惟吉遺孀柴氏，被指責“廉潔之操蔑聞”，以户部侍郎出知永兴军。景德初，复兵部侍郎。命知延州、兼兵马都部署。后知河南府兼知西京留守司事。大中祥符初，封禅泰山，召还，权东京留守，礼成，迁尚书省右丞兼秘书省监。真宗祀汾陰，又以工部尚书、资政殿大学士、权東京留守司事。五年（1012年），拜刑部尚书，以本官拜同中书门下平章事、集贤殿大学士，加中书侍郎、开府仪同三司。七年（1014年），兼知枢密院事。明年（1015年），为景灵宫使，进兵部尚书。天禧（1017年）初，为兖州景灵宫庆成使，授吏部尚书。又为西京应天禅院太祖圣容奉安礼仪使，礼成，拜尚书省右仆射、门下侍郎、监修国史。二年（1018年），为玉清昭应宫使。三年（1019年），进尚书省左仆射、加昭文馆大学士，卒，年七十二，赐白金五千两，废朝三日，赠太尉、中书令，謚号文簡。著有文集十五卷。命入内省、太常寺丞、直龙图阁冯元摄大鸿胪，持节职丧。六月，有司具卤薄鼓吹，葬于开封府开封汴阳乡丰台里。

## 家族

### 曾祖父母
- 向貽孙，莱国公
- 张氏，追封韩国夫人

### 祖父母
- 向载烈，许国公
- 孙氏，追封魏国夫人

### 父母
- 向瑀，后汉时官至符离县令，曹国公
- 史氏，追封晋国夫人

### 妻
- 梁氏
- 张氏，南阳郡夫人，后周中书舍人张谊孙女，工部侍郎张去华之女，左谏议大夫张师德的姐妹
- 宋氏，忻国夫人，毡毯使宋延昭之女
- 王氏，同平章事王审琦之女

### 子
向敏中有五子。
1. 长子向传正，官至国子博士，妻宰相李沆之女，贈太尉。
  - 向绶，終官西京左藏庫副使
    - 向宗琦，以太中大夫致仕、累贈少師
      - 向子衮
        - 向澐（与下两人皆子忞侄，父不详）
        - 向濯
        - 向滈
          - 向士平

      - 向子褒
      - 向子家
      - 向子恪
      - 向子率
      - 向子齐
        - 向法
          - 向士永

        - 向茫

      - 向子忞，以奉直大夫、直秘閣致仕、累贈太中大夫
        - 向澩
        - 向澣
          - 向士克
          - 向士允
          - 向士充
          - 向士宽
          - 向士光
          - 向士元
          - 向士先
          - 向氏，適從政郎、湘陰縣丞宋剛仲
          - 向氏，適田奇
          - 向氏，適進士王瑊
          - 向氏，適承務郎李正夫

      - 向子韶，終官中奉大夫、贈通議大夫
        - 向让
        - 向混
        - 向汋
        - 向护
        - 向溥
        - 向涖
        - 向瀚
        - 向汝
        - 向鸿
        - 向沈，通直郎
          - 向士行，迪功郎
            - 向公颐
            - 向公顗

          - 向氏，適通直郎、江南東路轉運司主管文字胡大原
          - 向氏，適將仕郎劉無忌
          - 向氏，適蕭澣
          - 向氏，適趙維

  - 向约，贈工部侍郎
    - 向宗儒，終官刑部司員外郎
      - 向氏，壽安縣君、适宗室右监门卫大将军，嘉州刺史赵仲企
2. 次子向传亮，官至驾部司员外郎，赠周王。
  - 向综，字君章，官至中散大夫。
    - 向宗哲

  - 向经，字审礼，向传亮之子，官至定国军留后，赠侍中，谥康懿，后加赠吴王。
    - 向宗愈（早卒）
    - 向宗回，向经子，字子发，官至太子少保、奉朝请，封汉东郡王，赠检校少师，谥荣纵。
      - 向子章
        - 向氏，适刘光世

      - 向氏，适武节郎赵希诏

    - 向宗良，向经子，字景弼，官至宁海军节度使，封永嘉郡王，赠少保。
      - 向子廉，右朝奉郎、直秘阁
      - 向子履（向皇后侄，父不详）
      - 向子骞（向皇后侄，父不详）
        - 向汸

      - 向子简（向皇后侄，父不详）

    - 钦圣皇后，向经女，宋神宗皇后，谥钦圣宪肃皇后。
    - 向氏，钦圣皇后之妹，适武功大夫，荣州刺史赵思行
3. 三子向传式，官至龙图阁直学士。
  - 向纶
  - 向绛，卫尉寺丞（绛及以下七人皆敏中孙，父不详）
  - 向绅，卫尉寺丞
  - 向纬，大理寺丞
  - 向纯，西头供奉官
  - 向缓，大理寺评事
  - 向纺，监丞主簿
  - 向紃，右朝议大夫
  - 向紘，朝奉大夫

1. 四子向传师，官至殿中丞。
  - 向维
2. 五子向传范，字仲模，娶南阳郡王赵惟吉女安福县主为妻，密州观察使、金紫光禄大夫、检校工部尚书、御史大夫、上柱国、河间郡开国公，赠昭德军节度使，谥惠节。
  - 向氏，女，早卒
  - 向氏，女，早卒
  - 向氏，适李侔
  - 向氏，适皇城使曹谌
  - 向氏，女
  - 向氏，女
  - 向缜，内园使
  - 向縡，大理寺丞，赐绯鱼袋
  - 向绎
  - 向总，右侍禁
  - 向绘，赞善大夫，早卒
    - 向宗明，終官武德大夫、累贈沂州防禦使、耀州观察使
      - 向子諲[8]
        - 向洛
          - 向士彪
          - 向士叔
            - 向公起

        - 向澹
          - 向士凯
          - 向士虎
            - 向公望

        - 向浯
          - 向士伯
            - 向公永

        - 向涪

      - 向子褒，知唐州事
      - 向子謨，右朝散郎
      - 向子谊
        - 向氏，适宗室赵士礽之子赵不过

### 女
- 向氏，适金部司员外郎李直方
- 向氏，适如京副使王希范
- 向氏，嫁皇甫泌。

### 孙女
- 向氏，适比部司郎中刘宫。
- 向氏，適國子監修撰、經義檢討練亨甫。[9]

### 玄孙
- 向子房，1110年出生，世系不详，娶宋徽宗之女成德帝姬
- 向子扆，1111年出生，世系不详，娶宋徽宗之女顺德帝姬[10]

## 逸事
- 冯梦龙《智囊全集》第三部《察智·向敏中》載向敏中曾破獲天台山和尚殺有夫之妇梅氏冤案。